# Albino Bich
Albino Bich (Valtournanche, 25 aprile 1903 – ...) è stato uno sciatore di pattuglia militare italiano.
Nel rango di alpino (soldato E-1 del corpo degli Alpini), fu membro della pattuglia militare italiana alle Olimpiadi invernali del 1924 a Chamonix guidata dal sottotenente Piero Dente.